# Burning Point
Burning Point to zespół muzyczny z Finlandii grający heavy/power metal, założony w 1997.

## Obecni członkowie zespołu
- Nitte Valo - śpiew
- Pete Ahonen - gitara
- Jukka Kyrö - gitara
- Toni Kansanoja - gitara basowa
- Jari Kaiponen - perkusja
- Jussi Ontero - instrumenty klawiszowe

## Dyskografia
- Salvation By Fire (2001)
- Feeding the Flames (2003)
- To Hell And Back/The Road To Hell (2004) (singel)